# 1974 في إثيوبيا
فيما يلي قائمة بالأحداث التي حدثت خلال عام 1974 في  إثيوبيا.

## في السلطة
- الإمبراطور : هيلا سيلاسي الأول (حتى 12 سبتمبر)، أمها سيلاسي (ابتداءً من 12 سبتمبر)
- رئيس الوزراء :
  - حتى 1 مارس: أكليلو هابتي وولد
  - 1 مارس - 22 يوليو: إندلكاتشيو ماكونن
  - 22 يوليو - 3 أغسطس: شاغر
  - 3 أغسطس - 12 سبتمبر: ميكائيل إمرو
  - اعتبارًا من 12 سبتمبر: تم إلغاء المنصب

## أحداث

### يناير
- 12 يناير - تمرد جنود في حامية نيجيل بوران بسبب سوء الطعام ونقص مياه الشرب. استولوا على المبعوث الشخصي للإمبراطور، اللفتنانت جنرال ديريس دوبال، وأجبروه على الأكل والشرب كما فعلوا.

### فبراير
- 10 فبراير - تمرد الفنيون وضباط الصف في قاعدة دبري زيت الجوية، واحتجزوا ضباطهم كرهائن لمدة ثلاثة أيام في خيمة فوضى.
- 14 فبراير - قام طلاب جامعة هيلا سيلاسي بالعاصمة بإضراب ضد الإصلاح المقترح في النظام التعليمي. يدعم معلمو المدارس الثانوية وأساتذة الجامعات إضراب الطلاب.
- 18 فبراير - اضرب معلمو المدارس من أجل تحسين الأجور. في نفس اليوم، أضرب سائقو سيارات الأجرة في أديس أبابا بسبب زيادة مقترحة بنسبة 50٪ في أسعار الغاز.
- 23 فبراير - الإمبراطور هيلا سيلاسي يرضخ لبعض مطالب المضربين.
- 25 فبراير - المجندون وضباط الصف من الفرقة الثانية في تمرد أسمرة.
- 28 فبراير: استقالة رئيس الوزراء أكليلو هابتي وولد. لم تطلب استقالته من قبل أي من الجماعات المتمردة، وينظر إليها على أنها علامة على الهلع والضعف من قبل القصر الذي استغله المدنيون والجنود فيما بعد. تم استبداله بإندلكاتشيو ماكونن.

### مارس
- 5 مارس - أعلن الإمبراطور هيلا سيلاسي أن دستور عام 1955 سيتم تعديله لجعل رئيس الوزراء صاحب السلطات الفعلية أمام البرلمان.
- 7-9 مارس - دعا اتحاد نقابات العمال الإثيوبية إلى إضراب عام عن العمل.
- 31 مارس - الجنرال أبي أبيبي، رئيس الأركان الجديد ووزير الدفاع، يعلن عن مؤامرة ضد الحكومة من قبل ضباط القوات الجوية تم الكشف عنها وإحباطها.

### أبريل
- 20 أبريل - نظم المسلمون مظاهرة في أديس أبابا للمطالبة بالمساواة الدينية والفصل بين الكنيسة والدولة.
- 26 أبريل - بعد أسابيع من التحريض والإضرابات المتقطعة، أغلقت الحكومة جامعة هيلا سيلاسي.
- 27 أبريل - أصدرت اللجنة التنسيقية للقوات المسلحة (بقيادة العقيد أليم زودي تيسيما من الفيلق المحمول جواً) بيانها الأول الذي أعلنت فيه اعتقال 19 وزيراً ومسؤولاً سابقاً في النظام الإمبراطوري.
- 30 أبريل - أعلن رئيس الوزراء إندلكاشيو ماكونن عن إنشاء لجنة مشتركة للأمن القومي العسكرية والمدنية برئاسة الجنرال أبي أبيبي للتعامل مع تزايد حالة انعدام القانون والضربات العشوائية العديدة التي أصابت البلاد بالشلل. (تحل لجنة الأمن القومي هذه محل أول لجنة تنسيقية للقوات المسلحة.)

### يونيو
- 25 يونيو - قدمت زوجات وأقارب المسؤولين المعتقلين في النظام الإمبراطوري (عددهم الآن 25) التماسًا للإفراج عن السجناء على ذمة التحقيق. وهو مرفوض من قبل البرلمان الذي يرى في ذلك محاولة لإعادة الوضع إلى ما كان عليه.
- 28 يونيو - رداً على الالتماس غير الناجح، استولت لجنة تنسيق جديدة للقوات المسلحة (التي أصبحت تعرف باسم ديرغ) على محطة الإذاعة في أديس أبابا، وبدأت في اعتقال الأرستقراطيين الآخرين، وكبار المسؤولين، والجنرالات المشتبه في أنهم وراء الرجعي. حركة.

### يوليو
- 9 يوليو - الديرغ تصدر أول بيان سياسي لها، في إعلان من 13 نقطة.
- 22 يوليو - استقالة رئيس الوزراء إندلكاشيو ماكونن. تم استبداله بـ ميكائيل إمرو، الأرستقراطي التقدمي.

### أغسطس
- 1 أغسطس - اعتقال إندلكاتشيو ماكونن من قبل الـ ديرغ.

### سبتمبر
- 12 سبتمبر - عزل الإمبراطور هيلا سيلاسي، وبدأت الحرب الأهلية الإثيوبية.
- 15 سبتمبر - اللجنة التنسيقية للقوات المسلحة تعيد تسمية نفسها باسم المجلس الإداري العسكري المؤقت، وتعلن اللواء أمان ميكائيل عندوم رئيساً جديداً لها.

### نوفمبر
- 20 نوفمبر (تقريبا) - استقالة الجنرال أمان عندوم احتجاجًا.
- 23 نوفمبر - وفاة اللواء أمان عندوم في تبادل لإطلاق النار مع القوات التي أرسلت لاعتقاله. في نفس الليلة تم إعدام 57 من السجناء السياسيين المهمين الذين احتجزهم الـ ديرغ.

### ديسمبر
- 20 ديسمبر - الـ ديرغ يعلن تأسيس "الاشتراكية الإثيوبية"، على أساس إعلان إثيوبيا تيكديم.

## وفيات
- 23 نوفمبر -
  - أكليلو هابتي وولد
  - أمان ميكائيل عندوم
  - إندلكاتشيو ماكونن